# Соверато
Соверато (італ. Soverato, сиц. Suvaratu) — муніципалітет в Італії, у регіоні Калабрія,  провінція Катандзаро.
Соверато розташоване на відстані близько 500 км на південний схід від Рима, 25 км на південь від Катандзаро.
Населення — 9219 осіб (2014).

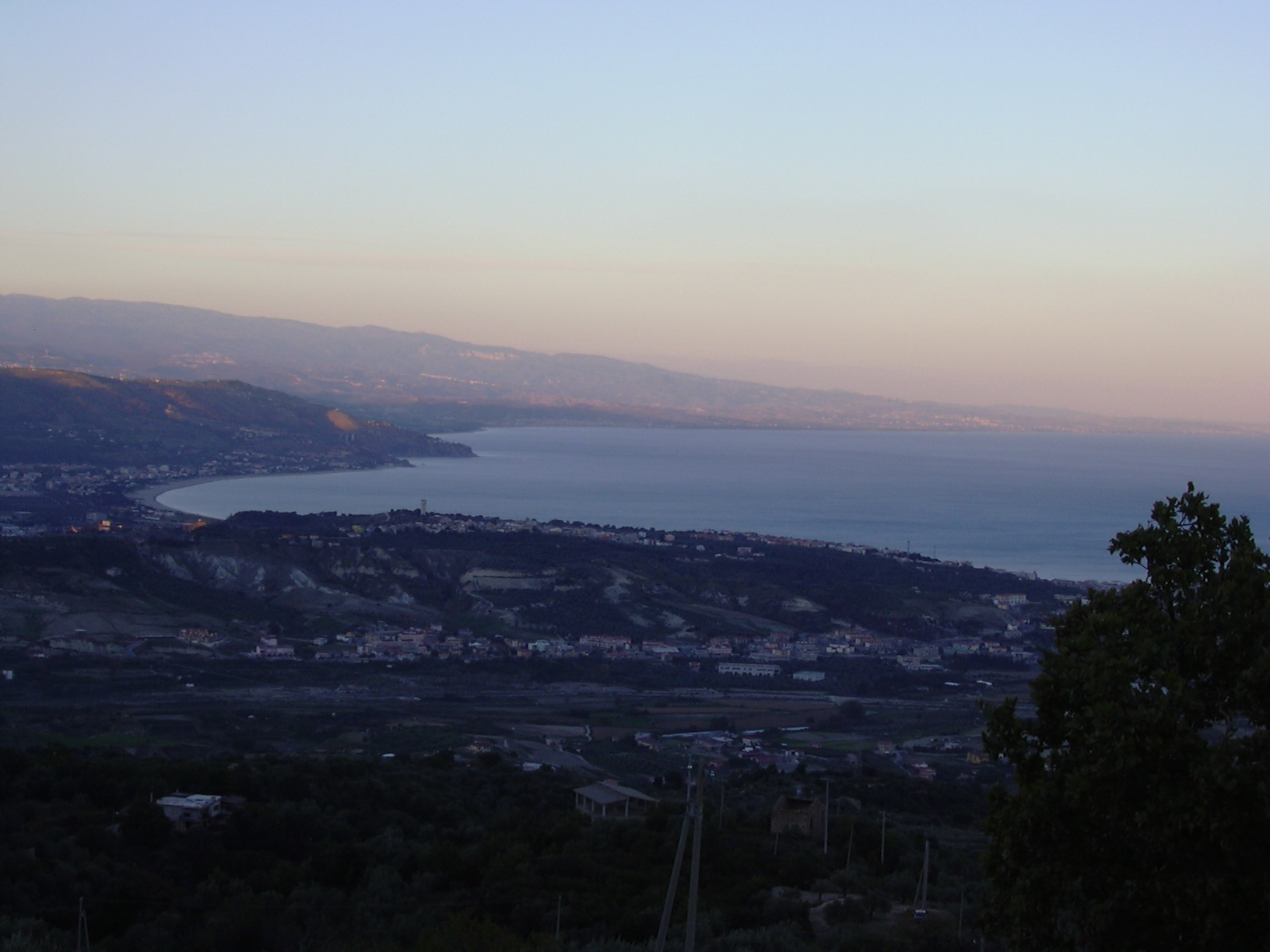

Щорічний фестиваль відбувається 15 вересня. Покровитель — Maria SS Addolorata.

## Демографія
Населення за роками:

Станом на 1 січня 2023 року в муніципалітеті офіційно проживало 327 іноземців з 36 країн, серед них 123 громадяни країн Євросоюзу та 47 громадян України.

## Сусідні муніципалітети
- Монтепаоне
- Петрицці
- Сатріано